# 前田屋敷站
前田屋敷站（日语：／ Maedayashiki eki */?）是位於青森縣南津輕郡田舍館村，弘南鐵道的黑石線車站（廢站）。為該線唯一中途站。
隨著黑石線在1998年3月31日廢止，此站同日廢站。

## 車站構造
此站是地面車站，設有1面1線的單式月台。月台採用了簡易車站模式，於月台上建有1座候車室，並以「前田屋敷停留場」標示。
列車靠站時，往川部方向為左側上落；往黑石方向為右側上落。

## 歷史
- 1935年4月15日：日本國有鐵道黑石線車站啟用。
- 1984年11月1日：弘南鐵道接管黑石線[1]。
- 1998年4月1日：隨著黑石線廢止，此站永久停用[1]。

## 車站周邊
- 前田屋敷簡易郵局
- 弘南巴士「福祉中心前」巴士站 （黑石 - 川部線（日语：弘南バス黒石営業所#黒石 - 川部線），弘南鐵道黑石線替代路線）
- 弘南巴士（日语：弘南バス）「前田屋敷」巴士站 （經高田　弘前 - 黑石線（日语：弘南バス黒石営業所#黒石 - 弘前線 （高田経由）））

## 相鄰車站
弘南鐵道
黑石線
川部－前田屋敷－黑石